# スフィンクス (小惑星)
スフィンクス (896 Sphinx) は小惑星帯に位置する小惑星である。ハイデルベルクの天文台でマックス・ヴォルフによって発見された。
エジプト神話やギリシャ神話などに登場する神で、主にピラミッドと共に有名なスフィンクスに因んで命名された。